# Єлена Панджич
Єлена Панджич (нар. 17 березня 1983) — колишня хорватська тенісистка.
Найвищу одиночну позицію світового рейтингу — 136 місце досягла 22 вересня 2008, парну — 226 місце — 13 жовтня 2008 року.
Здобула 11 одиночних та 5 парних титулів туру ITF.
Найвищим досягненням на турнірах Великого шолома було 2 коло в одиночному розряді.
Завершила кар'єру 2017 року.

## Фінали ITF
| Легенда          |
| ---------------- |
| турніри $100,000 |
| турніри $75,000  |
| турніри $50,000  |
| турніри $25,000  |
| турніри $15,000  |
| турніри $10,000  |

### Одиночний розряд: 16 (11–5)
| Результат | Ранг | Дата            | Турнір                          | Покриття   | Суперниця        | Рахунок       |
| --------- | ---- | --------------- | ------------------------------- | ---------- | ---------------- | ------------- |
| Поразка   | 1.   | 21 серпня 2000  | ITF Вестенде, Бельгія           | Ґрунт      | Ліза Фріц        | 2–6, 6–3, 4–6 |
| Поразка   | 2.   | 26 березня 2001 | ITF Ам'єн, Франція              | Ґрунт      | Софі Ерр         | 7–6, 3–6, 6–7 |
| Перемога  | 3.   | 15 жовтня 2001  | ITF Макарська, Хорватія         | Ґрунт      | Петра Диздар     | 1–6, 7–5, 6–1 |
| Перемога  | 4.   | 11 березня 2002 | ITF Макарська, Хорватія         | Ґрунт      | Лібуше Прушова   | 6–1, 2–6, 7–6 |
| Перемога  | 5.   | 26 серпня 2002  | ITF Сполето, Італія             | Ґрунт      | Шеллі Стефенс    | 7–5, 6–1      |
| Поразка   | 6.   | 3 червня 2007   | ITF Х'юстон, США                | Тверде (i) | Ейжа Мугаммад    | 3–6, 6–4, 4–6 |
| Перемога  | 7.   | 19 червня 2007  | ITF Форт-Верт, США              | Тверде     | Лорен Ембрі      | 6–4, 6–1      |
| Перемога  | 8.   | 26 червня 2007  | ITF Едмонд, США                 | Тверде     | Габріела Пас     | 3–6, 6–1, 6–4 |
| Перемога  | 9.   | 17 липня 2007   | ITF Вічита, США                 | Тверде     | Габріела Пас     | 6–4, 6–4      |
| Перемога  | 10.  | 31 липня 2007   | ITF Сент-Джозеф, США            | Тверде     | Стейша Фонсека   | 6–3, 6–1      |
| Перемога  | 11.  | 24 травня 2010  | ITF Самтер, США                 | Тверде     | Алексіс Кінґ     | 6–2, 1–6, 6–2 |
| Поразка   | 12.  | 13 вересня 2010 | ITF Реддінг, США                | Тверде     | Джеймі Гемптон   | 6–3, 1–6, 4–6 |
| Поразка   | 13.  | 18 червня 2012  | ITF Кельн, Німеччина            | Ґрунт      | Юлія Кіммельманн | 2–6, 6–1, 5–7 |
| Перемога  | 14.  | 13 серпня 2012  | ITF Брчко, Боснія і Герцеговина | Тверде     | Тамара Чурович   | 6–3, 4–1 ret. |
| Перемога  | 15.  | 18 березня 2013 | ITF Іпсвіч, Австралія           | Тверде     | Сторм Сендерз    | 7–5, 2–6, 6–2 |
| Перемога  | 16.  | 19 серпня 2013  | ITF Сан-Луїс-Потосі, Мексика    | Тверде     | Ана Софія Санчес | 6–4, 6–4      |

### Парний розряд: 8 (5–3)
| Результат | Ранг | Дата            | Турнір                          | Покриття | Партнерка            | Суперниці                           | Рахунок          |
| --------- | ---- | --------------- | ------------------------------- | -------- | -------------------- | ----------------------------------- | ---------------- |
| Перемога  | 1.   | 7 серпня 2000   | ITF Ребек, Бельгія              | Ґрунт    | Ленка Снайдрова      | Деббріх Фейс Карін Квес             | 6–7(5), 6–2, 6–4 |
| Поразка   | 2.   | 26 березня 2001 | ITF Ам'єн, Франція              | Ґрунт    | Б'янка Кремер        | Олівія Каппеллетті Жюлі Куен        | 5–7, 1–6         |
| Поразка   | 3.   | 13 серпня 2001  | ITF Коксейде, Бельгія           | Ґрунт    | Марина Лазаровська   | Ленка Снайдрова Александра Срндович | 2–6, 4–6         |
| Перемога  | 4.   | 22 липня 2007   | ITF Вічита, США                 | Тверде   | Дженніфер Елі        | Анна Єгорова Мадіна Рахім           | 6–2, 3–6, 6–1    |
| Перемога  | 5.   | 9 серпня 2008   | ITF Монтеррей, Мексика          | Тверде   | Магдалена Рибарикова | Монік Адамчак Мелані Саут           | 4–6, 6–4, [10–8] |
| Перемога  | 6.   | 28 вересня 2008 | ITF Ешленд, США                 | Тверде   | Ліга Декмеєре        | Джулія Дітті Карлі Галліксон        | 6–3, 3–6, [10–8] |
| Поразка   | 7.   | 13 вересня 2010 | ITF Реддінг, США                | Тверде   | Кім Ан Нґуєн         | Крістіна Фусано Ясмін Шнак          | 2–6, 6–3, [6–10] |
| Перемога  | 8.   | 13 серпня 2012  | ITF Брчко, Боснія і Герцеговина | Тверде   | Карла Попович        | Дагмара Башкова Тереза Малікова     | 6–3, 6–2         |